# Персийска поветица
Персийската поветица (Convolvulus persicus) е многогодишно тревисто растение от семейство Поветицови. Видът е критично застрашен, включен е в Закона за биологичното разнообразие и в Червената книга на България.

## Морфология
Растението е с късо и вдървеняващо коренище. Стъблата са високи между 15 – 40 cm, изправени и са гъсто облистени. Листата са цели и закръгленояйцевидни. Достигат дължина 3 – 4,5 cm, като от двете страни са гъсто бяловълнести. Цветовете са единични в пазвите на листата, понякога връхни, а цветните дръжки са равни или по-къси от пазвените листа. Венчето е широко фуниевидно, с дължина 3 – 4,5 cm, бяло на цвят, от външната страна е с 5 влакнести жилки. Плодът представлява яйцевидна кутийка, с дължина 10 mm и 1 – 2 черни семена. Цъфти през май – юли, плодовете му узряват през юли – август. Опрашва се чрез насекомите и се размножава чрез семена.

## Местообитания и разпространение
Видът се среща по крайморски пясъци, най-често на места с просмукване на подпочвени води. Разпространено е в Централна и Мала Азия, Кавказ и Черноморското крайбрежие на Балканския полуостров. В България е установено по крайбрежието на Дуранкулашкото езеро, а през 2017 г. е открито находище на плажа в Аспарухово.